# Пндапецім
| Umbrella Foot                                                                         | Devil Man  |
| Headless                                                                              | Large Ears |
| З«Нюрнберської хроніки» Шеделя: сціопод та сатир (зверху); блеммія та панотія(знизу). |            |

Пндапецім — вигадане місто в романі Умберто Еко «Бавдоліно». Пндапецім розташоване десь в Азії, за декілька сотень днів ходьби на схід від Вірменії. Тільки пройшовши через це місто, можна потрапити до царства Пресвітера Йоана. Воно розташоване на досить-таки родючій землі, де ростуть оливкові та плодові дерева. Місто оточене горами, тому Пндапецім є єдиним шляхом, що веде до царства Пресвітера Йоана. У місті править Диякон Йоан.
Пндапецім відоме своїм своєрідним населенням. Практично всі мешканці Пндапецім є міфологічними людиноподібними істотами з середньовічного бестіарію, серед них сціоподи, гіганти, сатири, блеммії, без'язики, пігмеї і т. д. Єдиними людьми у місті є охоронці-нубійці та євнухи. Кожна з рас має свої власні релігійні переконання, свою власну єресь. Незважаючи на всю цю неоднорідність населення, Пндапецім — мирне місто, адже мешканці поважають охоронців-нубійців та владу Диякона. Архітектура Пнапецім є примітивною, місто повниться безліччю конічних та трикутних землянок. Їхні церкви видовбали в скелях гіганти. Металургія там не розвинулась, тому вони будують все, використовуючи тільки дерево і каміння. Вони ніколи не чули про човни, коней та дорогоцінне каміння.
Хоча, номінально влада Диякона є абсолютною, він є всього-на-всього лялькою у руках євнухів. Коли головний персонаж Бавдоліно прибуває до міста, Диякона, хворого на проказу (це державний секрет), тримають під замком у вежі. Ефталіти (Білі гуни) постійно погрожують нападом на Пндапецім, але ніколи не здійснюють справжній напад. Коли вони все-таки нападають на місто, воно не може себе захисти, всіх мешканців по-звірячому вбивають. Наслідком цієї інвазії є те, що назавжди втрачаються всі зв'язки з царством Пресвітера Йоана.